# Kamienica Georga Sikorskiego w Bydgoszczy
Kamienica Georga Sikorskiego w Bydgoszczy – kamienica położona w Bydgoszczy przy ul. Gdańskiej 31.

## Położenie
Budynek stoi w zachodniej pierzei ul. Gdańskiej, między ul. Pomorską, a Śniadeckich.

## Charakterystyka
Kamienicę wzniesiono w latach 1902–1903 dla fryzjera Georga Sikorskiego. Zaprojektował ja architekt Fritz Weidner. W tym czasie zakład fryzjerski posiadał szatnię, kabiny dla klientek oraz świetnie zaopatrzoną perfumerię. W okresie międzywojennym w parterze mieścił się sklep jubilerski Edwarda Kozłowskiego, natomiast od końca lat 30. przeniesiona z kamienicy przy Gdańskiej 27 farbiarnia „Barwa" należąca do rodziny Kałamajskich.
Budynek reprezentuje styl malowniczy w architekturze, charakterystyczny dla projektów Fritza Weidnera. Pierwotnie szczyt południowy budynku posiadał dekorację szachulcową.
Przez kilkadziesiąt lat od 1960 do sierpnia 2016 w kamienicy funkcjonował sklep z pościelą "Śnieżka". Z końcem marca 2017 zamknięty został najstarszy salon fryzjerski w Bydgoszczy o nazwie Kosmyk, z tradycją sięgającą 1878 roku.
Jesienią 2018 obiekt przeszedł remont elewacji.